# Enrico Franzoi

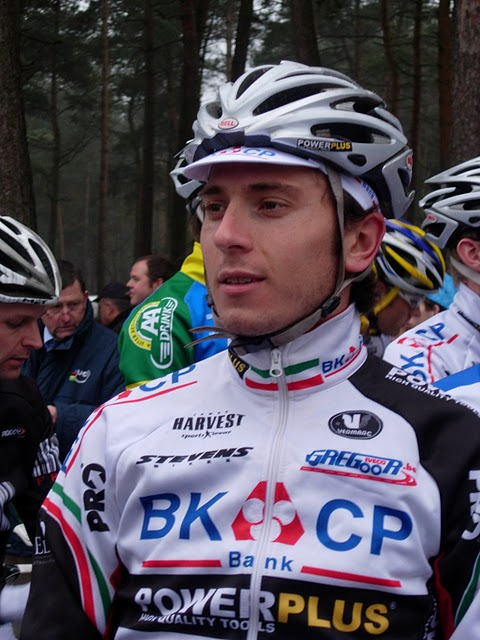
Enrico Franzoi

Enrico Franzoi (* 8. August 1982 in Mestre) ist ein ehemaliger italienischer Radrennfahrer.
Franzoi holte sich 2003 bei den Cyclocross-Weltmeisterschaften die Goldmedaille im Rennen der U23-Klasse.  Bei Cyclocross-Weltcup-Rennen schaffte er es schon einige Male auf das Podest, ein Sieg blieb ihm bisher jedoch verwehrt. Bei den Weltmeisterschaften 2006 wurde er Siebter. In den Jahren 2006, 2007 und 2009 wurde er italienischer Cyclocross-Meister.
Nachdem er auf der Straße 2004 als Stagiaire beim italienischen Radsportteam Saeco fuhr, erhielt er 2005 einen Vertrag bei dem Nachfolgeteam Lampre, einem UCI ProTeam. Er blieb dort bis 2007 und fuhr dann noch bis 2019 für kleinere Mannschaften.
Er startete 2006 bis 2008 in der Vuelta a España, konnte aber keine vordere Platzierung erzielen.
Im Zuge der Dopingermittlungen der Staatsanwaltschaft von Padua wurde er verdächtigt Kunde des umstrittenen Sportmediziners Michele Ferrari gewesen zu sein.

## Erfolge

### Cyclocross
2002/2003
- Weltmeister (U23)

2005/2006
- Italienischer Meister

2006/2007
- Italienischer Meister

2007/2008
- Kleicross, Lebbek

2008/2009
- Italienischer Meister

2011/2012
- Memorial Jonathan Tabotta, Monte di Buja
- Valdidentro Night & Day Giro d’Italia Ciclocross, Valdidentro
- Ciclocross del Ponte, Faè di Oderzo

2012/2013
- Internationales Radquer Hittnau, Hittnau
- Ciclocross del Ponte, Faè di Oderzo

2013/2014
- Int. Radquerfeldein GP Lambach, Stadl-Paura
- Internationales Radquer Hittnau, Hittnau

2014/2015
- Cyclocross de Primel, Plougasnou

### Straße
2008
- Mannschaftszeitfahren Vuelta a España

2014
- Mannschaftszeitfahren Giro della Regione Friuli Venezia Giulia

## Teams
- 2004 Saeco (Stagiaire)
- 2005 Lampre-Caffita
- 2006 Lampre-Fondital
- 2007 Lampre-Fondital
- 2008 Liquigas
- 2009 Liquigas
- 2010 BKCP-Powerplus
- 2011 BKCP-Powerplus (bis 31.08.)
- 2011 Selle Italia-Guerciotti (ab 01.09.)
- 2012 Miche-Guerciotti (bis 31.05.)
- 2012 Selle Italia-Guerciotti (ab 01.06.)
- 2013 Selle Italia-Guerciotti
- 2014 Marchiol Emisfero